# Edward B. Lewis
Edward Bok Lewis (ur. 20 maja 1918 w Wilkes-Barre, Pensylwania, zm. 21 lipca 2004 w Pasadenie, Kalifornia) – amerykański genetyk, laureat Nagrody Nobla w dziedzinie medycyny w 1995 roku.

## Życiorys
W latach 1956–1966 prof. California Institute of Technology w Los Angeles, od 1968 roku członek Narodowej Akademii Nauk w Waszyngtonie.
Za odkrycia związane z kontrolą genetyczną we wczesnym rozwoju zarodka otrzymał w 1995 roku Nagrodę Nobla w dziedzinie medycyny i fizjologii, razem z nim wyróżnieni zostali Eric Wieschaus i Christiane Nüsslein-Volhard.
Niektóre prace Edwarda Lewisa:
- The Relation of Repeats to Position Effect in Drosophila melanogaster (1945)[2]
- The Phenomenon of Position Effect (1950)[3]
- A Gene Complex Controlling Segmentation in Drosophila (1978)[4]